# Westfield (Massachusetts)
Pour les articles homonymes, voir Westfield.

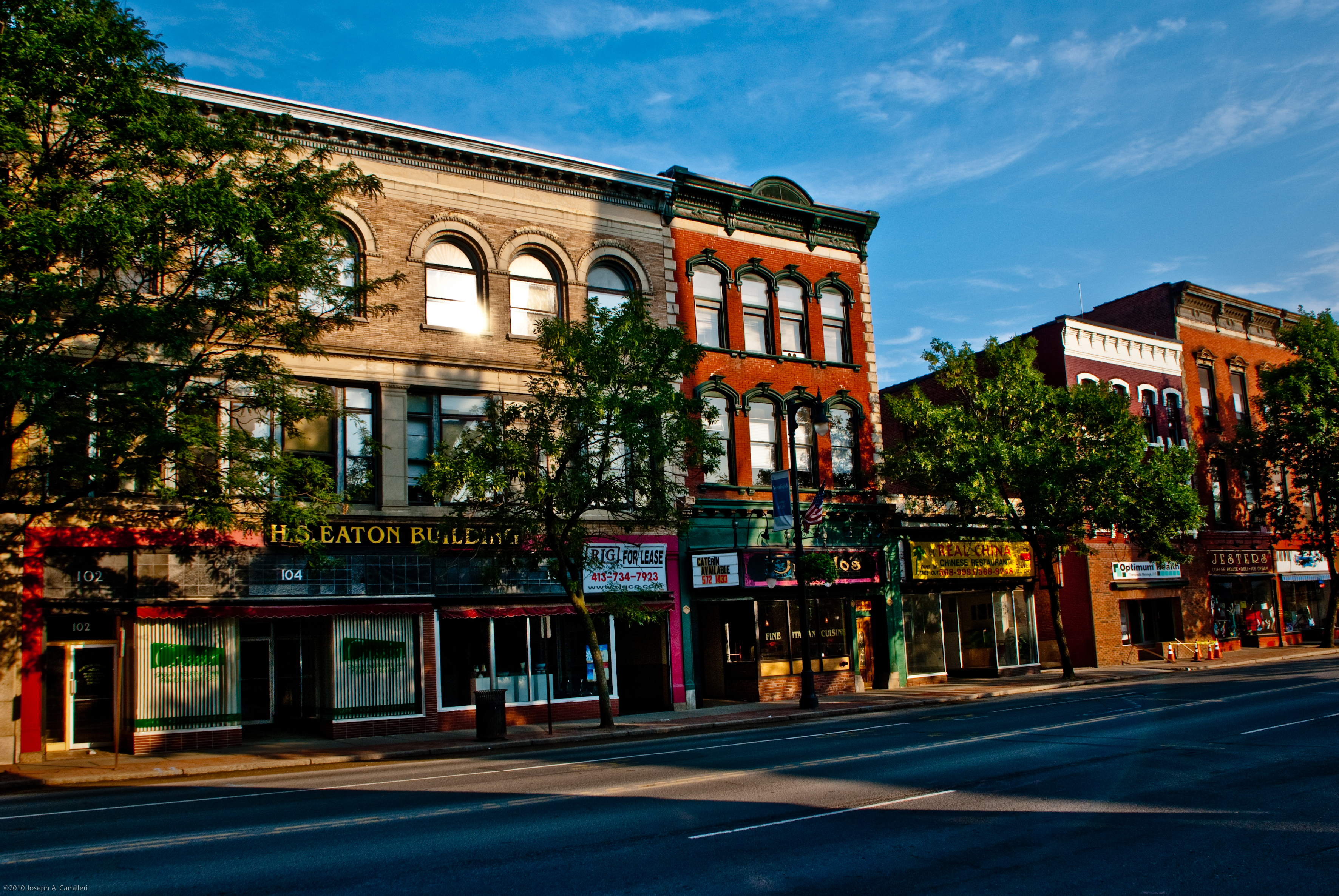
Westfield

Westfield est une ville du comté de Hampden, dans le Massachusetts, aux États-Unis.

## Climat
| Mois                              | jan.  | fév. | mars | avril | mai  | juin | jui. | août | sep. | oct. | nov. | déc. | année |
| --------------------------------- | ----- | ---- | ---- | ----- | ---- | ---- | ---- | ---- | ---- | ---- | ---- | ---- | ----- |
| Température minimale moyenne (°C) | −10,6 | −8,1 | −3,8 | 1,9   | 7,5  | 12,6 | 15   | 14,7 | 9,9  | 3,4  | −1,1 | −6,1 | 3     |
| Température maximale moyenne (°C) | 0,5   | 2,8  | 7,7  | 15,1  | 21,4 | 25,6 | 28,2 | 27,5 | 23,3 | 16,4 | 9,7  | 3,4  | 15,2  |
| Record de froid (°C)              | −26   | −29  | −26  | −8    | −4   | 1    | 4    | 5    | −2   | −8   | −17  | −26  | −26   |
| Record de chaleur (°C)            | 22    | 26   | 28   | 35    | 37   | 39   | 39   | 38   | 36   | 31   | 24   | 23   | 39    |
| Précipitations (mm)               | 83    | 72   | 104  | 111   | 113  | 110  | 104  | 106  | 114  | 121  | 105  | 87   | 1 229 |

,

## Personnalités liées à la commune
- Jim Matheos, le guitariste du groupe de metal progressif Fates Warning, est né à Westfield en 1962.